# Charles Alloncle
Charles Alloncle (* 21. Oktober 1993) ist ein französischer Politiker (Les Républicains), der seit 2024 den 9. Wahlkreis des Département Hérault in der Nationalversammlung vertritt.

## Leben
Alloncle wurde in Nancy geboren. Er engagierte sich erstmals politisch, als er während der Präsidentschaftswahlen 2007 in der Mittelschule war. 2008 gründete er mit einem Freund das UMP Lycée und wurde später Präsident der UMP an der Sciences Po. 2018 kandidierte er für den Vorsitz des Jugendflügels der Republikaner, Les Jeunes Républicains.
Er ist Absolvent der Sciences Po und der HEC Paris.